# Chermignac
Chermignac – miejscowość i gmina we Francji, w regionie Nowa Akwitania, w departamencie Charente-Maritime.
Według danych na rok 1990 gminę zamieszkiwało 968 osób, a gęstość zaludnienia wynosiła 72 osób/km² (wśród 1467 gmin regionu Poitou-Charentes Chermignac plasuje się na 321. miejscu pod względem liczby ludności, natomiast pod względem powierzchni na miejscu 655.).